# 10091 Bandaisan
10091 Bandaisan este un asteroid din centura principală de asteroizi.

## Descriere
10091 Bandaisan este un asteroid din centura principală de asteroizi. A fost descoperit pe 11 noiembrie 1990 la Geisei de Tsutomu Seki. El prezintă o orbită caracterizată de o semiaxă mare de 2,37 ua, o excentricitate de 0,06 și o înclinație de 3,2° în raport cu ecliptica.